# Chiesa della Confraternita di Santa Maria del Soccorso all'Arenella
La chiesa della Confraternita di Santa Maria del Soccorso all'Arenella è una delle chiese storiche di Napoli.

## Storia e descrizione
La confraternita di Santa Maria del Soccorso all'Arenella venne fondata nel 1704 dal teologo Don Antonio Cerulli, con lo scopo di promuovere il culto della Madonna del Soccorso. A essa vennero ammessi sin dal principio sia uomini che donne. In anni immediatamente successivi avvenne dunque l'erezione della chiesa congregazionale, da non confondere con la vicina e più antica chiesa parrocchiale. 

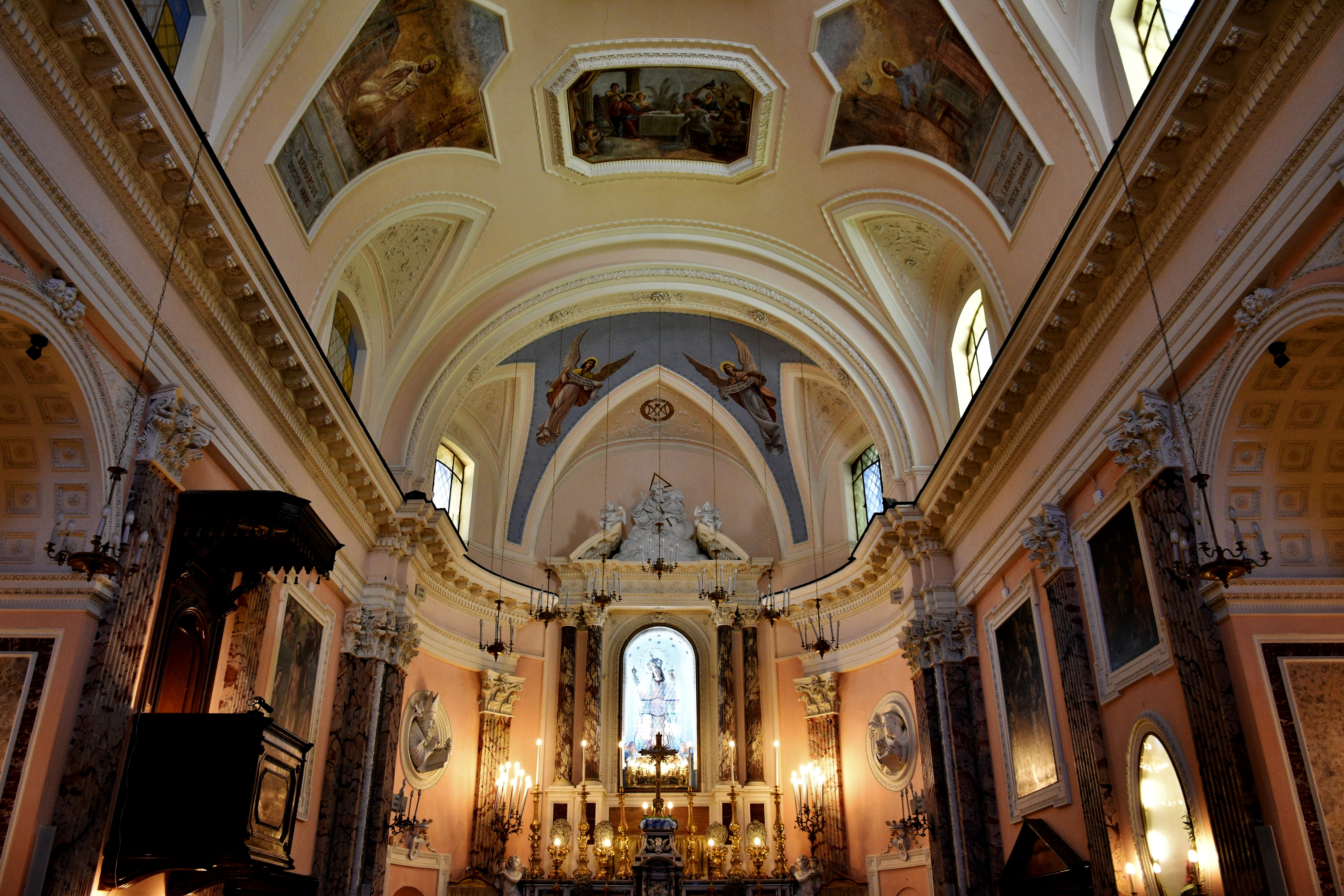
L'interno

La facciata, molto semplice, preannuncia lo stile neoclassico. L'interno è formato da una sola navata, la cui volta è decorata da affreschi del '900 raffiguranti Storie della Vergine e dei Santi e firmati da un non identificato pittore di cognome Cozzolino. Sulle pareti della navata e sugli altari delle cappelle laterali sono collocati numerosi dipinti di fattura non eccelsa, ma comunque antichi (tra i quali un "Redentore" di ignoto pittore tardo-manierista, un "Elemosina di San Carlo" del XVII secolo e una "Madonna del Soccorso" di un ignoto seguace del Solimena).
Le pareti sono decorate con medaglioni di stucco e pilastri corinzi. Sopra il pregevole altare maggiore in marmi policromi, chiuso da una piccola balaustra, si trova in una nicchia la settecentesca statua lignea della Madonna del Soccorso, vestita di tessuti preziosi che tiene in braccio il Bambino Gesù.
La chiesa è stata completamente restaurata nel 2010.